# Traunsee-Schifffahrt

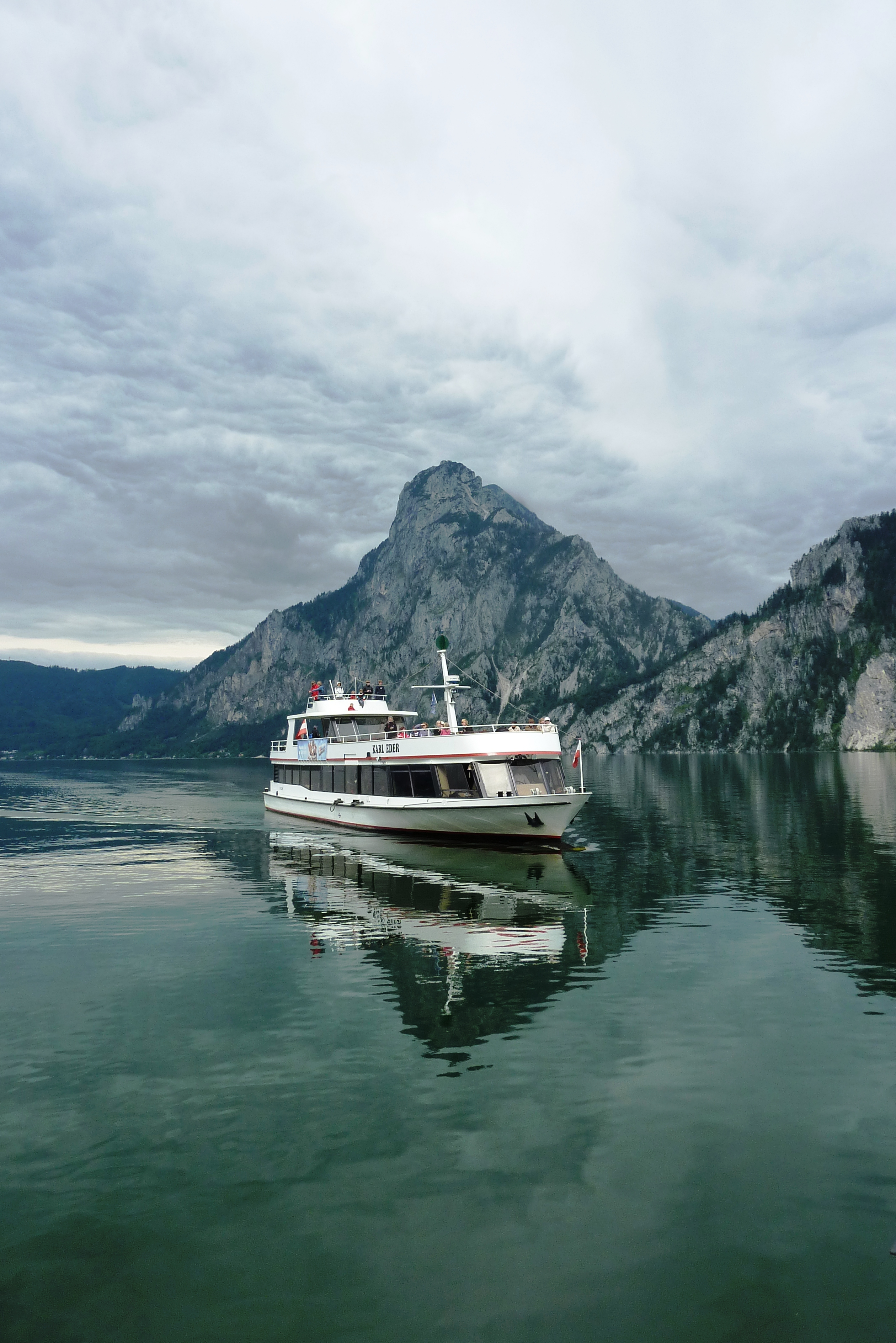
Die Karl Eder auf dem Traunsee

Die Traunsee-Schifffahrt blickt auf eine lange Geschichte zurück: Im Jahr 1839 wurde die erste Schifffahrtslinie auf dem Traunsee eingerichtet; 2014 wurde das 175-jährige Jubiläum gefeiert. Die heutige Linienschifffahrt wird vom Unternehmen Traunseeschifffahrt GmbH mit Sitz in Gmunden betrieben. Das Unternehmen Schifffahrt Loidl in Traunkirchen bietet Rundfahrten und Wassertaxis an.

## Geschichte

### Andrews und Ruston

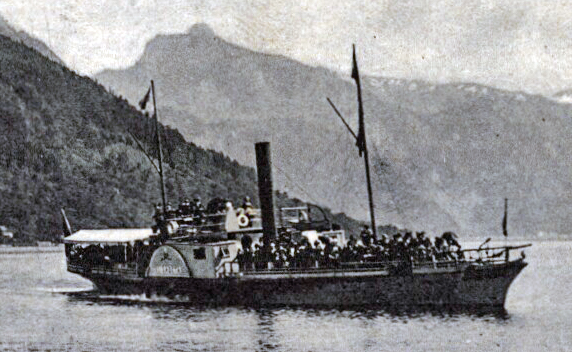
Der Dampfer Elisabeth (1901)

Ein Dampfer am Landungssteg in Gmunden (1860er Jahre)

John Andrews, einer der Gründer der Donau-Dampfschiffahrts-Gesellschaft, schied 1836 nach einem Zerwürfnis aus dieser Gesellschaft aus. Mit seinem Schiffbaumeister Joseph John Ruston bereiste er das Salzkammergut und erwarb im Oktober 1837 eine Konzession zur Ausübung der Dampfschifffahrt auf fünf der dortigen Seen. Ruston konstruierte zu diesem Zweck den ersten Dampfer, der auf dem Traunsee verkehren sollte, die nach der gleichnamigen Erzherzogin benannte Sophie. Am 15. Mai 1839 wurde dieses Holzschiff in Dienst genommen. Es verkehrte zwischen Gmunden und Ebensee. Nach Andrews’ Tod 1847 heiratete Ruston dessen Witwe, und 1848 baute er einen neuen hölzernen Schiffsrumpf, da die erste Sophie bereits schadhaft war. Auch das zweite Schiff für den Traunsee wurde Sophie genannt. Der Antrieb von Boulton & Watt aus der ersten Sophie wurde in diesem Schiff weitergenutzt.

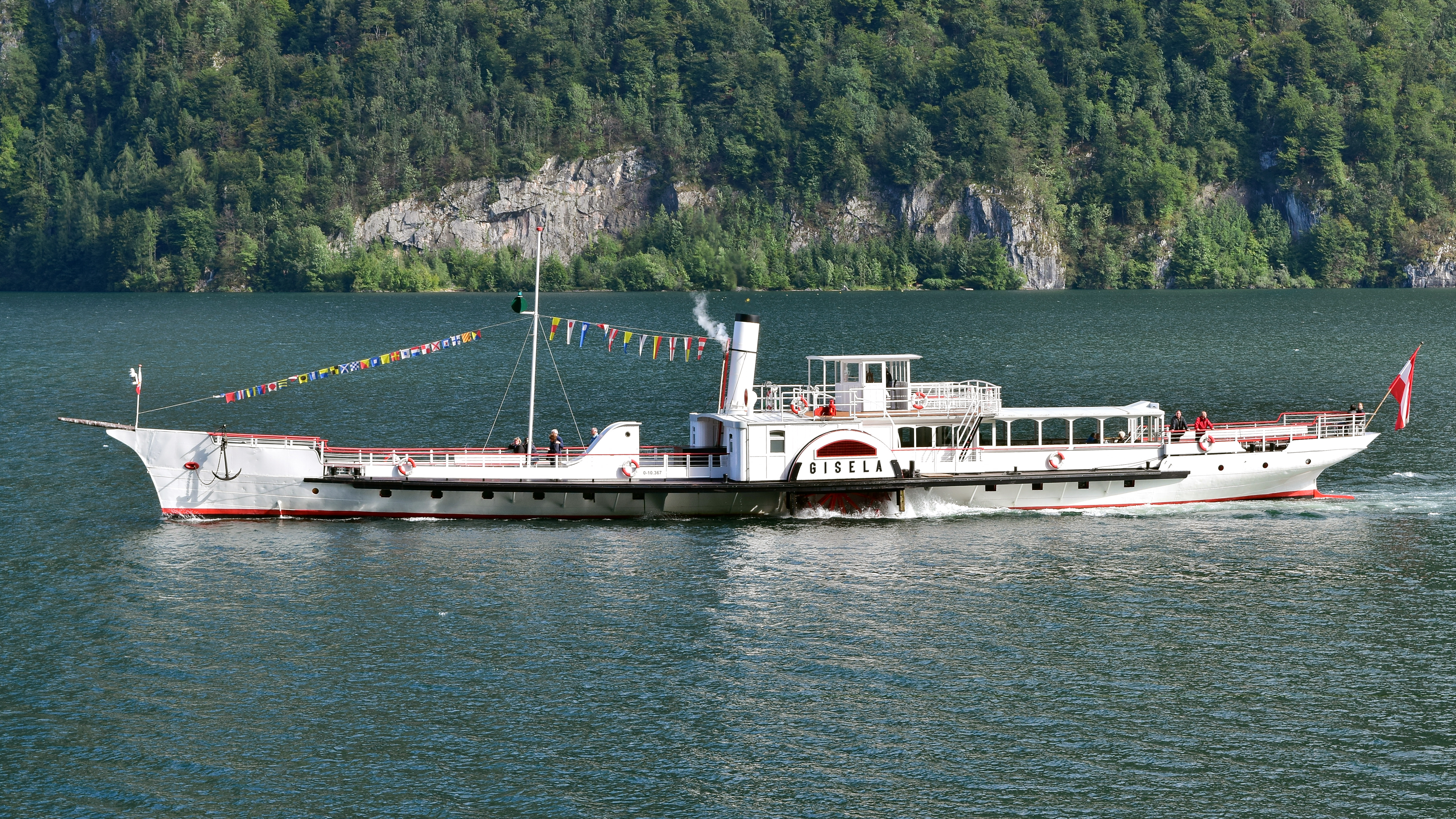
Die 1872 in Dienst gestellte Gisela

Zusammen mit seinem Bruder John Joseph Ruston richtete er 1854 eine Werft in Klosterneuburg ein, die später nach Floridsdorf verlegt wurde. In dieser Werft wurde mit dem Bau des ersten Stahldampfers für den Traunsee begonnen. Die Elisabeth wurde in Gmunden endgültig zusammengebaut und war ab 1858 in Dienst. Sowohl die Sophie II als auch die Elisabeth verblieben zunächst im Besitz der Erben von John Andrews. Erst 1862 konnte Ruston diesen die Traunsee-Dampf-Schifffahrt abkaufen. Der Bau des dritten Dampfers namens Sophie wurde wiederum in Floridsdorf begonnen und in Gmunden zu Ende geführt. Die Sophie III war ein Raddampfer, in dem wiederum der Antrieb aus der ersten Sophie weiterverwendet wurde. 350 Passagiere konnten mit diesem dritten Schiff desselben Namens, das 1901 umgebaut wurde, transportiert werden. 1872 folgte die Gisela.
1895 starb Joseph John Ruston und sein Neffe John Ruston übernahm die Traunsee-Dampf-Schifffahrt. Dieser schaffte noch im selben Jahr den Schraubendampfer Marie Valerie an, der in Dresden-Neustadt gebaut worden war.

### Ippisch
1909 erwuchs Rustons Unternehmen die erste Konkurrenz: Der Schuster Rudolf Ippisch kehrte von seinen Wanderjahren zurück, erlangte eine Schifffahrtskonzession und leitete mit der Elektra die Ära der Elektroschiffe auf dem Traunsee ein. Er fuhr vor allem auch die kleineren Orte am Ufer des Traunsees an. Ippisch gründete zusammen mit Anton Rößler, Heinrich Angermaier und anderen die Traunsee-Motorboot-Gesellschaft mbH Ebensee. 1911 und 1912 vergrößerte er seine Flotte um die Traunstein, die Glückauf, die Sonnstein und die Karbach. Als der Erste Weltkrieg ausbrach, wurde John Ruston interniert. Ippisch verhandelte mit ihm über eine Zusammenlegung der beiden Schifffahrtsbetriebe, doch Ruston lehnte zunächst ab. Schließlich aber wurden die damals fünf Ruston-Dampfer an Ippisch verkauft und ab 1918 existierte nur noch ein Schifffahrtsbetrieb auf dem Traunsee, die Traunseer Schiffahrts-Gesellschaft. Ippisch reduzierte in den folgenden Jahren den Dampferbestand: 1920 wurden die Sophie III und die Undine (ex Traunstein (1)) verkauft, 1923 auch die Marie Valerie, die 1938 abgewrackt wurde.

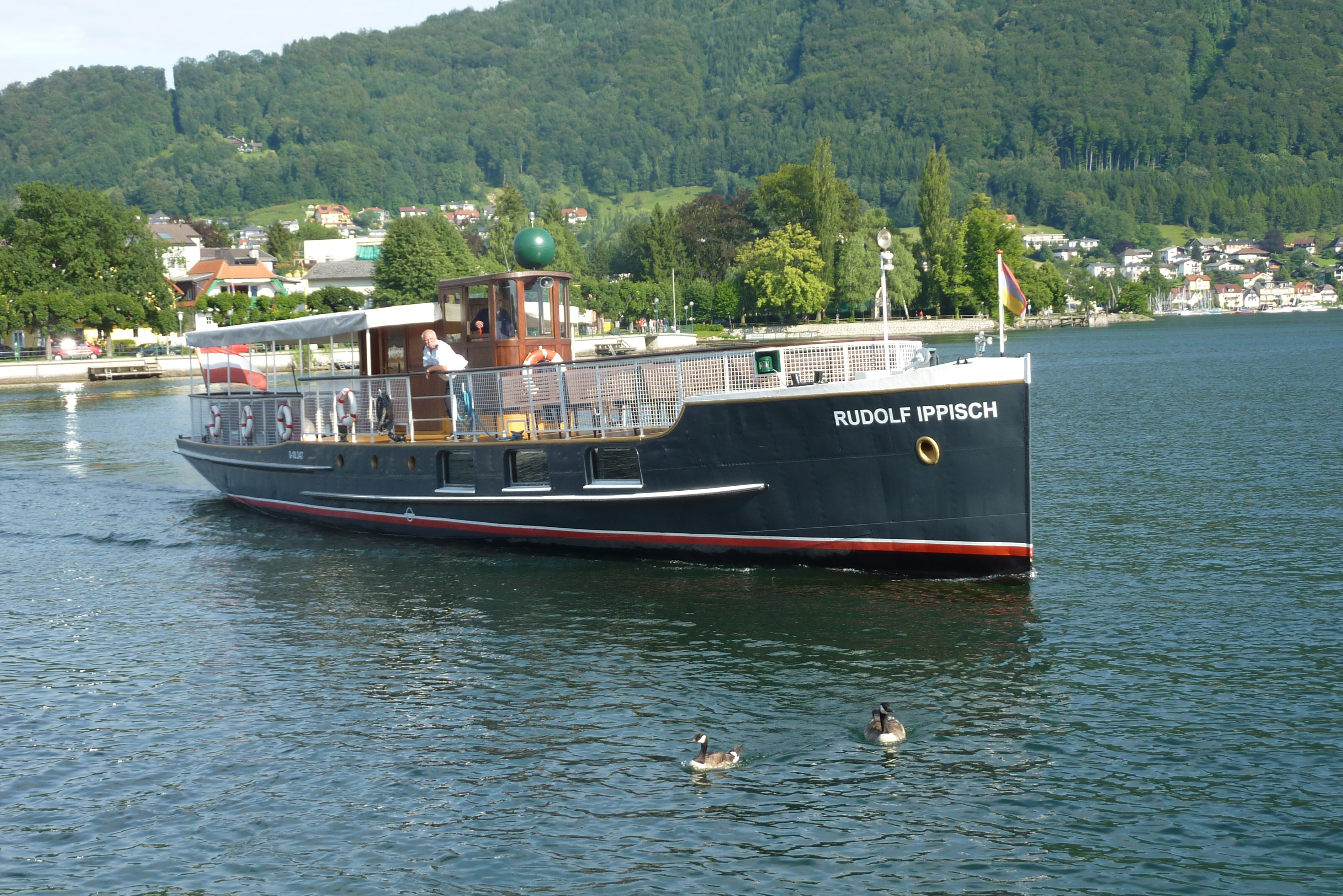
Die Rudolf Ippisch

1927 richtete Rudolf Ippisch die Feuerkogelseilbahn ein, die dem Tourismus im Salzkammergut neuen Aufschwung brachte. Auch die KdF-Fahrten, die wenige Jahre später begannen, waren profitabel. Die Gisela und die Elisabeth wurden in den 1920er und 1930er Jahren generalüberholt. 1938 wurde das Motorboot Lenau angeschafft, und im selben Jahr begann man mit dem Bau der Feuerkogel, die 1941 in Dienst gestellt wurde. 1943 wurde noch die Möve gekauft. Rudolf Ippisch starb 1953 und sein gleichnamiger Neffe übernahm die Traunseer Schiffahrts- und Seilschwebebahn GmbH. Er kaufte noch im selben Jahr ein Schiff namens Schwalbe, vormals Nob, und taufte es auf den Namen Rudolf Ippisch um. Unter diesem Namen fuhr das Schiff ab 1954 auf dem Traunsee. 1960 kam die Christina hinzu.
1967 wurde die Elisabeth außer Dienst gestellt und 1970 abgebrochen. Ein Elektroboot namens Ludgard wurde 1970 nach einem Umbau in Stadt Gmunden umgetauft. Die Elektroschiffe Sonnstein  und  Karbach wurden 1971 und 1976 abgestellt, weil sie unter Batterieschwäche litten. 1976 wurde auch die Lenau außer Dienst gestellt. Die Gisela, 1975 abgestellt, konnte 1976 mit einem neuen Kessel wieder in Betrieb genommen werden. Nach Rudolf Ippisch juniors Tod 1976 wurde das Unternehmen 1977 an seinen Konkurrenten Karl Eder verkauft.

### Eder
Karl Eder hatte sich 1951 selbstständig gemacht. Er hatte die Idee gehabt, mit seinem ersten Motorboot, der Erika,  sogenannte Schlösserfahrten anzubieten, die bei den Touristen gut ankamen. 1958 schaffte er das Ausflugsschiff Christophorus an und 1960 die Franzl. Eine Expansion auf den Hallstätter See gab er nach wenigen Jahren wieder auf. 1966 wurde die Johann Orth in Betrieb genommen, der erste Schiffsneubau, den Eder sich leisten konnte. Es folgte die Grünberg, vormals Leoni, die er 1973 übernahm. Als er den Betrieb von Ippischs Erben übernahm, war er bereits 67 Jahre alt. Eder rüstete die Sonnstein und die Karbach für Dieselbetrieb um. Als er 1980 die Betriebsbewilligung für die Gisela verlor, wurde das Schiff in Ebensee abgestellt. Es wurde 1986 mit Hilfe der Gesellschaft Freunde der Stadt Gmunden restauriert. Karl Eder hatte damals das Unternehmen bereits an seinen Sohn Karlheinz übergeben, der 1984 der jüngste Schifffahrtsunternehmer Österreichs wurde.

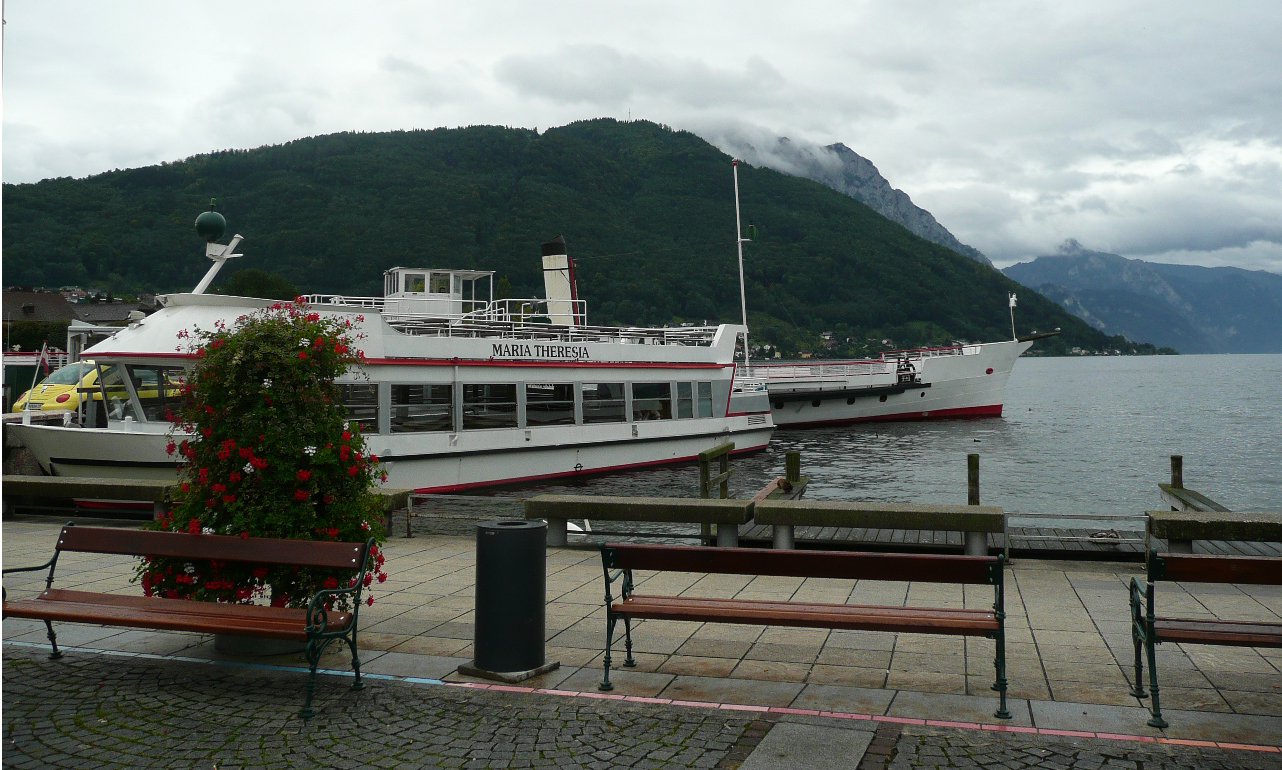
Die Maria Theresia in Gmunden

Karlheinz Eder verkaufte die Sonnstein an den Inn und ließ die Christina umbauen. 1989 kaufte er ein Schiff namens Kriemhild, das 1990 unter dem Namen Oberösterreich in Dienst genommen wurde. Die Oberösterreich war das erste große Salon-Fahrgastschiff auf dem Traunsee. Die bei der Lux-Werft gebaute Karl Eder wurde 1995 in Betrieb genommen. Im Zuge dieser Anschaffung trennte sich Karlheinz Eder von mehreren kleineren Schiffen seiner Flotte. Die Feuerkogel wurde nach Heilbronn verkauft, die Gmunden (ex Christina) an den Altmühlsee, die Karbach nach Schmieding, die Oberösterreich an den Millstätter See, wo sie den Namen Kärnten erhielt. Johann Orth und Grünberg wurden in den 1990er Jahren generalüberholt, die Rudolf Ippisch 2002 als Nostalgieschiff gestaltet. 2001 übernahm Eder von der Attersee-Schifffahrt die Attersee, die den Namen La Citronella erhielt. 2002 wurde das Schiff erneut umgetauft, diesmal in Joseph J. Ruston, ehe es 2005 als La Belle nach Berlin kam. 2005 wurde dafür der Lux-Neubau Poseidon in Betrieb genommen. 2006 folgte die Maria Theresia, 2008 die Altmünster, die von der Schifffahrt Trawöger in Altmünster gekauft wurde. 2012/13 wurde die Gisela generalüberholt.

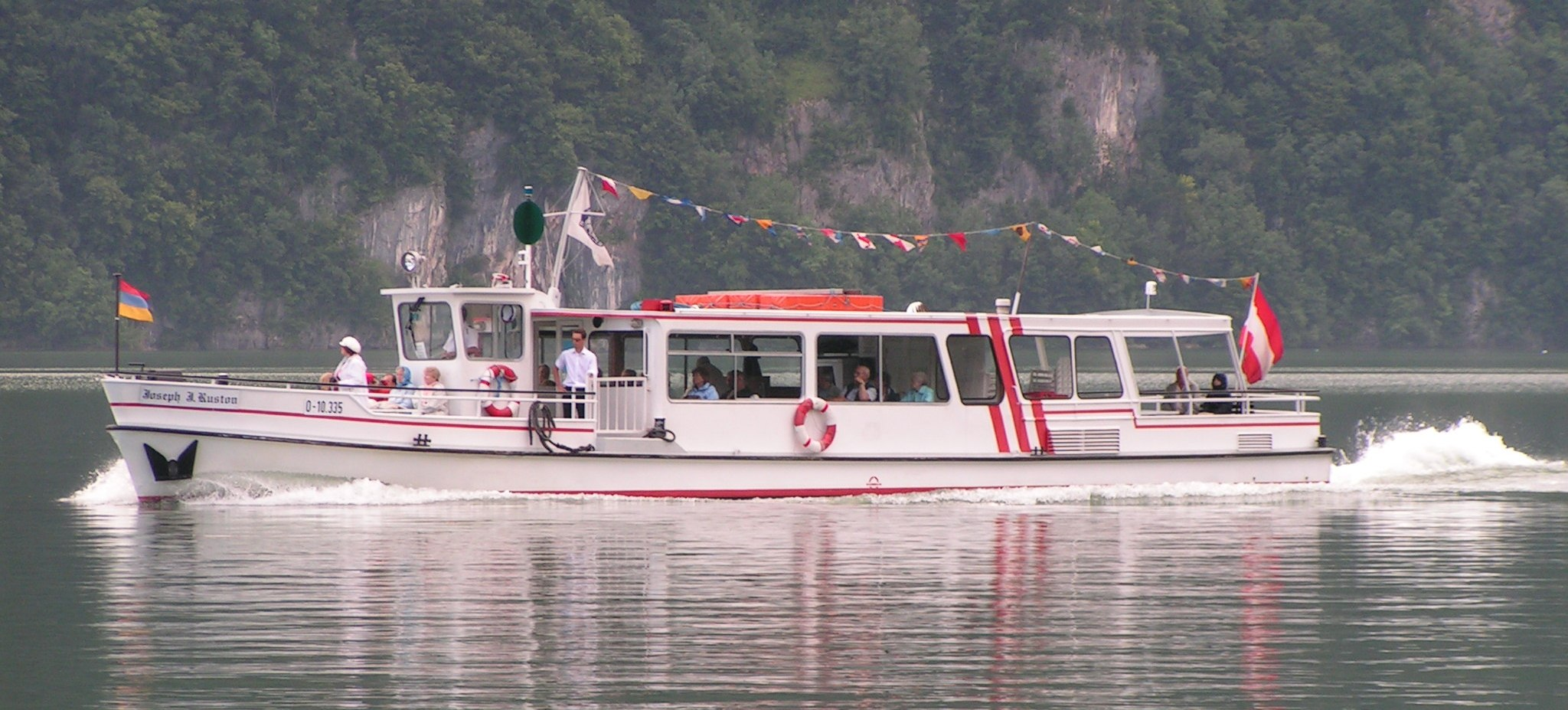
Die Joseph J. Ruston auf dem Traunsee

Im Linienbetrieb werden heute zehn Anlegestellen im Traunsee angefahren; sechs Fahrgastschiffe sind derzeit betriebsbereit.
Im November 2014 fand das 59. Internationale Binnenschifffahrtstreffen statt, mit dem die Feier des 175-jährigen Jubiläums der Traunsee-Schifffahrt abgeschlossen wurde. Im Gmundner Kammerhofmuseum wurde eine Ausstellung zur Geschichte der Schifffahrt auf dem Traunsee konzipiert. Eine von Tristan Fischer gestaltete Sonderbriefmarke zeigt die Gisela in Fahrt auf dem Traunsee.
Anfang 2019 wurde die Maria Theresia nach Deutschland verkauft, weil das Schiff nicht behindertengerecht ist und ein Umbau als zu teuer betrachtet wurde.
Ende 2020 wurde die „Steele“ der Weissen Flotte Baldeney gekauft und in der Lux-Werft umgebaut, bis diese unter dem neuen Namen „Traunstein“ Anfang 2022 zum Traunsee überführt wurde.

### Schifffahrt Loidl
Der Schifffahrtsbetrieb Loidl ist der Nachfolgebetrieb des bereits um 1900 von Anton Enichlmayr in Traunkirchen gegründeten Schifffahrtsunternehmens am Traunsee.
Die derzeitige Flotte besteht aus den Fahrgastschiffen St. Nikolaus und Monika, einem Speedboot, zwei Wassertaxis und mehreren in Traunkirchen stationierten Elektrobooten.
Im März 2018 wurde der Schifffahrtsbetrieb Loidl um das Ausflugsschiff Liberty erweitert.